# ألميرانتيه براون دي أريسيفيس
ألميرانتيه براون دي أريسيفيس هو نادي كرة قدم أرجنتيني أٌسس عام 1917.